# Ips acuminatus
Ips acuminatus là một loài côn trùng trong họ Curculionidae. Loài này được Gyllenhal miêu tả khoa học đầu tiên năm 1827.
Đây là loài gây hại của cây Pinus sylvestris, phát triển phổ biến ở Romania.